# Telmatoscopus cruentus
Telmatoscopus cruentus és una espècie d'insecte dípter pertanyent a la família dels psicòdids.

## Descripció
- Mascle: cos pàl·lid, gairebé incolor; sutura interocular petita i amb una projecció posterior llarga; front amb una àrea trapezoïdal pilosa; tòrax sense patagi; ales d'1,67-1,77 mm de longitud i 0,70 d'amplada, arrodonides apicalment i amb taques als extrems de la nervadura, R5 acabant més enllà de l'àpex; antenes d'1,23 mm de llargària.
- Femella: similar al mascle amb la placa subgenital estreta a la base de la part apical i amb la concavitat apical feble; espermateca petita; antenes d'1,35-1,40 mm de llargària; ales d'1,75-2,05 mm de llargada i 0,65-0,77 d'amplada.
- Els ulls (estretament separats), les ales arrodonides i tacades i les característiques genitals diferencien aquesta espècie d'altres Telmatoscopus de les illes Filipines.[3]

## Distribució geogràfica
Es troba a les illes Filipines: Luzon.